# Maria Olandina Isabel Caeiro Alves

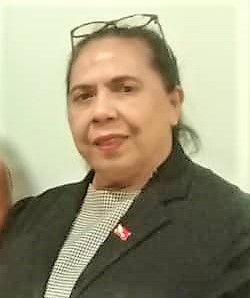
Alves (2019)

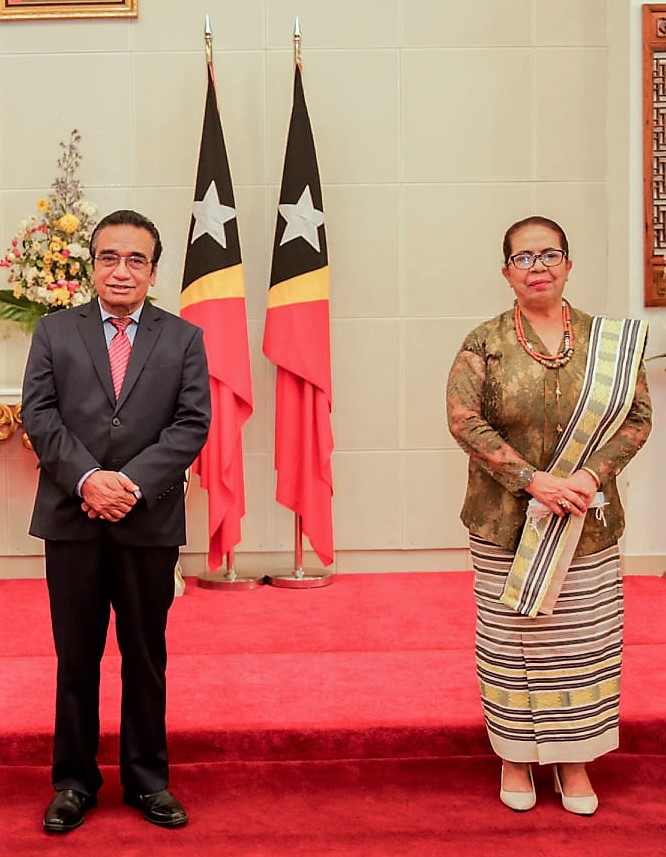
Alves mit Präsident Francisco Guterres (2021)

Maria Olandina Isabel Caeiro Alves (* 20. März 1956 in Ermera, Portugiesisch-Timor; † 31. März 2025 in Kuala Lumpur, Malaysia) war eine osttimoresische Diplomatin, Geschäftsfrau, Beamtin und Frauenrechtlerin. Sie war eine der Mitbegründerinnen der Organisation East Timorese Women Against Violence (ETWAVE, ehemals GERTAK) und stellvertretende Vorsitzende der Pfadfinder Osttimors.

## Werdegang
Alves war ursprünglich Lehrerin und Mitbegründerin der Zeitung A Voz de Timor.
Sie war die einzige Frau, die 1975 während der indonesischen Besatzung für Radio Maubere arbeitete, den Radiosender der osttimoresischen Befreiungsorganisation FALINTIL. Im Dezember 1975 wurde sie von den Indonesiern gefasst und kam in Kupang ins Gefängnis. Dort gebar sie ihren Sohn. Ihren Ehemann, einen FALINTIL-Kämpfer, sah sie nie wieder.
1979 kam Alves frei, wurde aber immer wieder verhaftet und gefoltert. Zwar führte Alves in dieser Zeit für die Öffentlichkeit das Zivilleben einer alleinerziehenden Mutter und arbeitete bis 1989 als Beamtin in der indonesischen Finanzverwaltung von Baucau, war aber gleichzeitig weiterhin verdeckt für den osttimoresischen Widerstand aktiv. Nach ihrer letzten Verhaftung 1992 verlor sie Arbeitsplatz und Haus. Daraufhin eröffnete sie in Dili ein Restaurant, das „Olandina’s“.
Von 1997 bis 1999 war Alves Mitglied des Provinzparlaments (DPRD) und wurde 1998 zum Mitglied der indonesischen Kommission zur Eliminierung von Gewalt gegen Frauen ernannt. Als Vorsitzende der am 25. November 1998 gegründeten ETWAVE organisierte Alves Demonstrationen gegen die Gewalt an Osttimoresinnen. Im Vorfeld des Unabhängigkeitsreferendums 1999 beteiligte sie sich an der Tür-zu-Tür-Kampagne für die Freiheit Osttimors. Als aber indonesische Zeitungen von ihrem Tod berichteten, floh sie während der Gewaltwelle im September über Jakarta nach Lissabon, wo sie zu einer der führenden Frauen in der Unabhängigkeitsbewegung wurde.
Alves war von 2000 bis 2001 Vorsitzende der Kommission für den Öffentlichen Dienst. Als unabhängige Kandidatin trat sie bei den Parlamentswahlen in Osttimor 2001 an, kam aber nicht in das Nationalparlament. Nach der Entlassung Osttimors in die Unabhängigkeit 2002 war sie Schatzmeisterin der Wahrheits- und Freundschaftskommission (CTF) und Mitglied der Empfangs-, Wahrheits- und Versöhnungskommission von Osttimor (CAVR), die die Verbrechen in der Zeit der indonesischen Besatzung aufarbeiten sollte. 2002 gründete sie zudem die Peace and Democracy Foundation, wo sie Mitglied des Vorstandes wurde.
Ab 2003 war Alves Präsidentin der Rede Feto, des nationalen Frauennetzwerkes und wurde Mitbegründerin des Academia de Café de Timor-Leste. Am 14. August 2009 wurde die Comissão da Função Pública (CFP, deutsch Kommission des öffentlichen Dienstes) gegründet, von der Alves eine der drei ersten Kommissare wurde. Von 2011 bis 2015 war Alves die erste Generalkonsulin Osttimors im indonesischen Denpasar. Vom 29. Mai 2015 bis 2017 war sie disziplinarische Kommissarin des CFP.
Ab 2016 war Alves zweite Vizepräsidentin der osttimoresischen Pfadfinder. Am 30. Juni 2017 wurde sie zur neuen Botschafterin Osttimors in Malaysia ernannt. 2021 wurde Alves mit der Ernennung am 13. August als Botschafterin nach Vietnam versetzt. Ihre Akkreditierung übergab Alves am 23. Dezember 2021. Am 22. Mai 2024 wurde João Pereira als ihr Nachfolger in Hanoi vereidigt.
Am 31. März 2025 verstarb Alves im Prince Court Medical Center Malaysia Hospital in Kuala Lumpur an Krebs.